# Hans Mathiesen Lunding

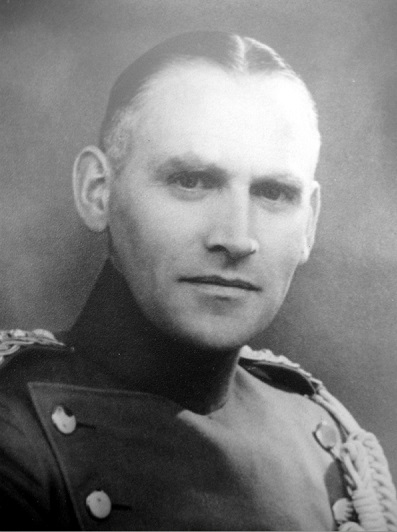
H.M. Lunding 1932

Hans Mathiesen Lunding (* 25. Februar 1899 in Stepping; † 5. April 1984 in Aarhus) war ein dänischer Offizier, Vielseitigkeitsreiter, Widerstandskämpfer und Leiter des militärischen Geheimdienstes in Dänemark.

## Leben
Der Sohn eines Kleinbauern aus dem damals preußischen Nordschleswig wurde 1916 während des Ersten Weltkriegs zur preußischen Armee eingezogen. Nach der Grundausbildung kam er zum 2. Garde-Ulanen-Regiment, wo er bei Kriegsende einen Unteroffiziersgrad innehatte.
Von 1919 bis 1920 wirkte Lunding als Gendarmerieoffizier bei der Internationalen Kommission zur Überwachung der Volksabstimmungen in Nord- und Mittelschleswig (CIS).
Lunding trat 1922 in die dänische Armee ein, wurde 1927 Leutnant beim 3. Dragoner-Regiment in Aarhus und durchlief die Reitschule von 1928 bis 1929. Er absolvierte den Generalstabslehrgang 1933–1935 und war Adjutant beim Generalinspektor der Kavallerie 1935–1936. Nachdem er 1937 die Beförderung zum Rittmeister erhalten hatte, wechselte er in den Generalstab. Dort war er während der folgenden sechs Jahre als stellvertretender Abteilungsleiter in der Nachrichtenabteilung tätig.
Bei den Olympischen Sommerspielen in Berlin 1936 nahm Lunding am Vielseitigkeitswettbewerb (damals Military genannt) teil. Mit dem Pferd „Janus“, gewann er die Bronzemedaille.
In den Tagen vor dem deutschen Angriff auf Dänemark und Norwegen am 9. April 1940 (Unternehmen Weserübung) befand sich Lunding an der deutsch-dänischen Grenze und konnte hier den Aufmarsch der deutschen Truppen beobachten. Lunding rapportierte seine Beobachtungen nach Kopenhagen, die dänische Regierung wagte es aber nicht, Gegenmaßnahmen zu ergreifen.
Bei der Auflösung des dänischen Heeres und der dänischen Flotte (Unternehmen Safari) am 29. August 1943 wurde Lunding von der Gestapo verhaftet. Ihm wurde vorgeworfen, er sei mehrere Male illegal nach Stockholm gefahren, um mit britischen und polnischen Geheimdienstoffizieren Verbindung aufzunehmen – was der Wahrheit entsprach. Lunding wurde nach Berlin überführt, wo ihm der Gestapochef Heinrich Müller mitteilte, er sei zum Tode verurteilt, wobei Heinrich Himmler höchstpersönlich über Art und Zeitpunkt der Hinrichtung entscheiden würde.
Nach fast einem Jahr im Gestapo-Gefängnis in der Prinz-Albrecht-Straße in Berlin wurde Lunding ins Gefängnis des KZ Flossenbürg überführt. Dort wurde er für einige Zeit Zellennachbar des inhaftierten Chefs der Abwehr Wilhelm Canaris. Die beiden konnten sich durch Klopfzeichen verständigen. Somit stand Lunding als Letzter mit Canaris vor dessen Hinrichtung am 9. April 1945 in Verbindung. Als die Front von Westen näherrückte, wurden die Häftlinge, darunter viele prominente Personen, ins KZ Dachau überführt. In den letzten Kriegstagen gehörte Lunding zu den 139 Sonder- und Sippenhäftlingen, die von der SS von Dachau nach Niederdorf (Villabassa) in Südtirol transportiert wurden. Nachdem der deutsche Häftling Oberst Bogislaw von Bonin am 29. April die Gruppe unter den Schutz einer Wehrmachtseinheit unter Hauptmann Wichard von Alvensleben stellen konnte, leitete dieser tags darauf die Befreiung der SS-Geiseln in Südtirol. Wenige Tage später ergab sich die Einheit amerikanischen Truppen.
Nach Dänemark zurückgekehrt, trat Lunding wieder ins dänische Heer ein und wurde zum Oberstleutnant befördert. Bis 1950 war er im Landesteil Schleswig Verbindungsoffizier zur britischen Militärregierung, anschließend bis zu seiner Pensionierung 1963, mittlerweile zum Oberst befördert, erster Leiter der vereinigten Heeres- und Marinenachrichtendienste in Dänemark.